# Six Études d'après des Caprices de Paganini

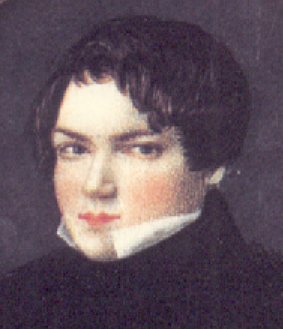
Robert Schumann en 1830.

Les Six Études d'après des Caprices de Paganini opus 3 est un cycle de pièces pour piano de Robert Schumann. Composé en 1832 d'après les caprices nº 5, 9, 11, 13, 19 et 16 de l'opus I de Paganini, ce recueil à propos pédagogique vise à entrainer les doigts à toutes les nuances d'attaque et de dynamique.

## Analyse de l'œuvre
1. premier caprice (en la mineur)
2. deuxième caprice (en mi majeur)
3. troisième caprice (en ut majeur)
4. quatrième caprice (en si bémol majeur)
5. cinquième majeur (en mi bémol majeur)
6. sixième caprice (en sol mineur)